# Mount Pearl–Southlands
Circonscription électorale provinciale du Canada
Mount Pearl–Southlands est une circonscription électorale provinciale de la Chambre d'assemblée de la province canadienne de Terre-Neuve-et-Labrador.

## Liste des députés
| Mount Pearl–Southlands |                |             |                |             |
| Député                 | Député         | Parti       | Mandat         | Législature |
|                        | Paul Lane (en) | Libéral     | 2015 - 2016    | 48e         |
|                        | Paul Lane (en) | Indépendant | 2016 - 2019    | 48e         |
|                        | Paul Lane (en) | Indépendant | 2019 - 2021    | 49e         |
|                        | Paul Lane (en) | Indépendant | 2021 - présent | 50e         |